# Rebuild of Evangelion
Rebuild of Evangelion (ヱヴァンゲリヲン新劇場版 Evangerion Shin Gekijōban?) är en tetralogi i animeserien Neon Genesis Evangelion. Hideaki Anno skrev manuset och var projektets generalregissör samt manager. Kazuya Tsurumaki och Masayuki var regissörer i de tre första filmerna, Kazuya Tsurumaki även i den fjärde filmen. Rollfigurerna formgavs av Yoshiyuki Sadamoto och mechas av Ikuto Yamashita.
Den 6 september 2006 publicerade den japanska tidningen Newtype en notis om att Gainax nästa projekt Rebuild of Evangelion skulle ha premiär sommaren 2007. Den 9 september 2006 bekräftade Gainax officiella hemsida att Rebuild of Evangelion skulle bestå av fyra filmer. De tre första skulle återge serien med nya scener, rollfigurer, miljöer och bakgrunder, medan den fjärde filmen skulle bestå av ett helt nytt slut på berättelsen, tänkt att göra serien lättare att förstå än originalserien och de tidigare filmerna.